# Collège de Santa Victoria
Le collège de Santa Victoria est un centre éducatif situé à Cordoue, en Andalousie. Le centre est géré par l'Institut de Filles de Marie Religieuses des Écoles Pías et est entouré par des bâtiments de grand intérêt patrimonial avec lesquels il forme un notable itinéraire historique et artistique.  
Il s'agit du premier bâtiment élevé à Cordoue pour répondre spécifiquement à l'éducation des  femmes. En 2010 il a été déclaré Bien d'Intérêt Culturel dans la catégorie de Monument.

## Description
Il s'agit de l'exemple le plus important d'architecture néo-classique de la ville, avec la monumentale façade de l'église, son portique à colonnes et son fronton triangulaire.[réf. nécessaire]

## Histoire
L'idée originale du projet surgit à la suite du testament de l'évêque de Cordoue Francisco Pacheco, qui meurt en 1590 et dont le désir était un collège “pour éduquer et doter les demoiselles pauvres et honorables”. Cependant, en raison de procès et de la bureaucratie, les premiers travaux ne commencent que le 3 mars 1760, attribuées à l'architecte français Luis Guilbert. Le français Baltasar Dreveton prendra la suite et sera chargé de la plupart des travaux du collège, ainsi que l'église, bien que Ventura Rodríguez aidera à terminer le tout en 1788 après la chute du dôme de l'église.
Enfin, en 1794 est inauguré le premier cours éducatif. En 1876 la gestion du collège passe aux mains des Filipenses Misioneras d'Enseignement, jusqu'en 1888, et depuis à l'Institut de Filles de Marie Religieuses des Écoles Pías jusqu'à nos jours.

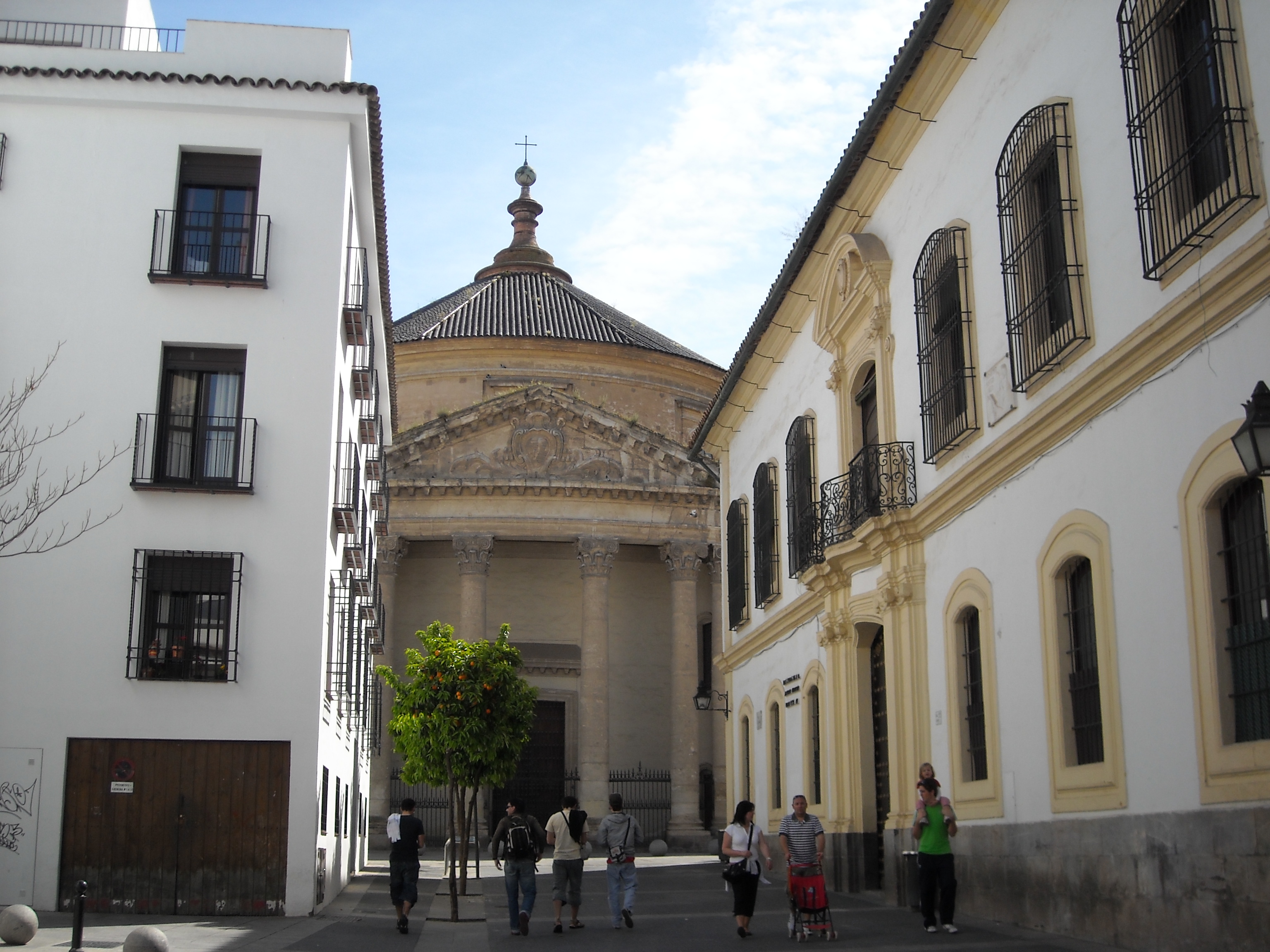
Vue extérieure.

## Source de traduction
- (es) Cet article est partiellement ou en totalité issu de l’article de Wikipédia en espagnol intitulé « Colegio de Santa Victoria » (voir la liste des auteurs).